# 煎餅磨坊的舞會
《煎餅磨坊的舞會》（Bal du moulin de la Galette）是法國藝術家皮埃尔·奥古斯特·雷諾瓦1876 年的畫作。

## 背景
此畫目前收藏於巴黎奧賽博物館，是印象派最著名的傑作之一。  此畫描繪了巴黎蒙马特地區最初的煎饼磨坊裡一個典型的周日下午。 在 19 世紀末，巴黎的工人階級會盛裝打扮，在那裡跳舞、喝酒、吃国王饼(Galette)，直到晚上。  :121–3與雷諾瓦早期成熟的其他作品一樣， 《煎餅磨坊的舞會》是典型的印象派現實生活快照。 它展現了豐富的形式、流暢的筆觸以及閃爍的陽光斑駁的光芒。
1879-94年間，《煎餅磨坊的舞會》這幅畫被法國畫家古斯塔夫·卡耶博特收藏。當他去世時，他的後代將此畫交給法蘭西共和國來抵押遺產稅。 
1896年至1929年间，《煎餅磨坊的舞會》於在巴黎盧森堡博物馆。《煎餅磨坊的舞會》從1929年開始轉移到羅浮宫展出，並在1986年轉移到奧賽博物馆。

## 縮小版
雷諾瓦也有畫了《煎餅磨坊的舞會》的縮小版（78 × 114 cm) ，兩幅畫具有相同的標題，現在被認為是瑞士的私人收藏。除了尺寸之外，這兩幅畫實際上是完全相同的，儘管較小的畫比奧賽博物館展出的版本的畫法更加流暢。
其中一份可能是原畫的副本，但不知道哪一幅先畫出。甚至不知道哪一幅是 1877 年沙龍展上首次展出的，因为儘管它已被编目並受到評論家的好評，當時展出的畫並没有說明這幅畫的尺寸，目前哪者為原畫哪者為副本已不可考。 
多年來，此縮小版為约翰·海·惠特尼 (John Hay Whitney)的收藏 。 1990年5月17日，他的遺孀在紐約富比拍賣行以7800萬美元將這幅畫賣給了日本大昭造纸公司的榮譽董事長齊藤了英（Ryoei Saito）。
在當年，這幅畫是有史以来最昂贵的两件藝術品之一，另外一幅是一樣由齊藤了英所購買的梵谷《嘉舍醫師的畫像》 。1991年，齊藤了英提出打算在他去世後將這兩幅畫一起火化，這引起了國際社会的憤怒。後來當齊藤和他的公司大昭造紙陷入財務困難時，持有這幅畫作为貸款抵押品的銀行家透過富比士安排了一次秘密交易並出售给一位未透露姓名的買家。雖然目前沒有任何有利證據，但這幅畫據傳在一位瑞士收藏家的手中。

## 筆觸
十九世紀法國畫家雷諾瓦以較樂觀的主題表現在這幅作品上，光線透過樹蔭，照射在人體身上，呈現斑駁情況。描繪出色彩閃動在光點裡，完全捕捉到光線落在景物上時，所創造出來的籠統瞬間印象。人物在樹蔭下，光線透過樹蔭照在他們的衣服、臉上，有印象派的輕快的構圖。前景到後景變化很快，後景有往高處發展的呈現，表現出人形逐漸消融在陽光和空氣中。
筆觸是鬆散的，畫面上的人物和傳統的畫不一樣，臉部的光線感覺上是撲朔迷離，很矇矓的，不是在講求真正的肌膚感，臉部深度的描繪，眼睛被影子所遮蔽，看起來別有一番趣味。雷諾瓦捕捉到人在大自然下，透過樹蔭透過光線，所投射下來的神祕色調。在色調的呈現上，他使用了印象派所使用色彩的方法。比如說：補色、對比色等這些方法，同時並列在畫面上，在眼睛的視網膜同時調色的情況下，而產生耐人尋味的一個色彩變化與效果。